# Metal Gear Solid: Philanthropy
Metal Gear Solid: Philanthropy è un fan film italiano del 2009, ideato da Hive Division e tratto dall'universo videoludico della fortunata serie Metal Gear di Hideo Kojima. Girato senza scopo di lucro, è stato prodotto, scritto, diretto e montato da Giacomo Talamini, un regista italiano (che durante lo sviluppo del film aveva 27 anni), il quale riveste inoltre il ruolo del protagonista Solid Snake.
Ambientato nel 2007, il film è diviso in tre parti (di cui finora è stata girata solo la prima) e ha luogo subito dopo la prima parte di Metal Gear Solid 2: Sons of Liberty.

## Trama
(didascalia iniziale del film)

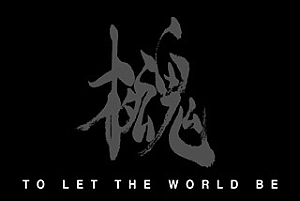
Il logo dell'organizzazione immaginaria Philanthropy

Solid Snake, dopo aver fondato assieme al suo amico Otacon l'organizzazione Philanthropy, creata per eliminare gli armamenti Metal Gear presenti nel mondo, partecipa ad una missione segreta con altri due veterani, Elizabeth Laeken e Pierre Leclerc, nel tentativo di scoprire cosa stia realmente accadendo nella Overnight, dove avvengono macabri eventi e sembra esser stato prodotto un nuovo Metal Gear con il coinvolgimento della ArmsTech, una azienda di armi già ben nota a Snake.

## Produzione
Metal Gear Solid: Philanthropy venne concepito nel 2002, quando Talamini provò il videogioco Metal Gear Solid 2: Sons of Liberty. Il gioco ebbe un impatto significativo su di lui, tanto da convincerlo a creare un film basato sulla serie. Iniziò a lavorare sul primo progetto, ma dopo due anni, la produzione dovette essere arrestata.
Nel 2005, il gruppo (che era allora conosciuto come Creations Shamrock) si riunì a Venezia per discutere sulla direzione del progetto. Lì, il gruppo prese il nome di Hive Division e reclutò all'incirca 40 persone, continuando il lavoro del film, decidendo di girarlo in luoghi differenti in tutta Italia, continuando per circa tre anni. Nel 2009, le riprese del film riuscirono, distribuendolo in quello stesso anno.
Metal Gear Solid: Philanthropy è stato finanziato interamente da Hive Division, che ha investito circa €10.000 nella produzione. La maggior parte di essi sono stati spesi verso l'ottenimento di attrezzature e oggetti di scena. Inoltre, per ricreare lo stile iconico della serie, il film è stato doppiato in lingua inglese, in particolare l'imitazione del doppiatore anglosassone di Snake, David Hayter.
Giacomo Talamini aveva confermato che i due seguiti del film sarebbero stati girati a inizio 2014.
Il 21 ottobre 2014, tramite la propria pagina Facebook, la Hive Division annuncia che, a causa di problemi di licenza, si trova costretta a porre fine a tutto il progetto, non potendo realizzare i due seguiti. Di fatto, i primi dodici minuti di MGS Philanthropy - Part 2, sono gli unici visionabili in rete.

## Critica
Il film è stato maggiormente acclamato dalla critica, cosa alquanto rara per un film tratto da un videogioco. Ciò venne anche dimostrato dalla rivista PlayStation Official Magazine UK, la quale ha osservato e apprezzato le sedi nelle scene all'interno del film, mentre il sito web Destructoid ha detto che il suo omologo di Hollywood ancora in produzione non potrà batterlo..
Hideo Kojima, l'ideatore della serie di Metal Gear, ha apprezzato l'amore verso la serie videoludica da lui creata, complimentandosi con i registi considerando che il film era ben fatto, e ha inoltre confermato di essere ansioso di vedere la parte successiva.

## Distribuzione
Dal 2009 è possibile scaricarlo gratuitamente da internet.
Il 25 marzo 2010 il film è stato proiettato a Palazzo Granaio (Milano) e il 27 marzo dello stesso anno nel centro culturale Altinate, insieme ad una breve presentazione da parte di alcuni membri di Hive Division.

## Citazioni e riferimenti
Il brano di Emerson che compare come didascalia iniziale del film è tratto dal saggio Circoli dello scrittore statunitense.
Dopo i titoli di testa, mentre Snake si aggira incappucciato per un vicolo, si può notare un pupazzo raffigurante una scimmia di Ape Escape su una bancarella.
In una scena successiva, quando Vitalij afferma: «Siamo nelle mani di Dio», il cecchino Pierre risponde citando un aforisma dei Parerga e paralipomena di Schopenhauer: «Se ad un Dio si deve questo mondo, non ci terrei ad essere quel Dio: l'infelicità che vi regna mi strazierebbe il cuore».